# Ніцинське (Слободо-Туринський район)
Ніци́нське (рос. Ницинское) — село у складі Слободо-Туринського району Свердловської області. Адміністративний центр Ніцинського сільського поселення.
Населення — 794 особи (2010, 956 у 2002).
Національний склад населення станом на 2002 рік: росіяни — 95 %.